# Картер, Лин
Линвуд Врумен "Лин" Картер (англ. Linwood Vrooman "Lin" Carter; 9 июня 1930 года — 7 февраля 1988 года) — американский писатель-фантаст, литературовед и редактор книжной серии Ballantine Adult Fantasy Series (сокращённо Adult Fantasy).
Известные псевдонимы Лина Картера: Г. П. Лоукрафт (англ. H. P. Lowcraft) — как пародия на Г. Ф. Лавкрафта, и Грэйл Ундвин (англ. Grail Undwin).

## Биография
Член епископальной церкви, временами симпатизирующий атеизму. Во Флориде в 1950-е годы посещал школу карикатуристов (cartoonist). Первый брак был коротким, и далее писатель практически не упоминал о первой жене. Прихрамывал после возвращения с театра военных действий на Корейском полуострове. Упоминания о войне в Корее встречаются в романах про Каллисто. Например, «Джандар с Каллисто», (1973). Не окончил Колумбийский университет (Columbia University), но оплачивал частные уроки у Мозеса Хаддаса (Moses Haddas) и других именитых профессоров. Неудачно занимался бизнесом, продвигая на алкогольный рынок США водку «Вольфшмидт» (Wolfschmidt).
Энтузиаст возрождения серии произведений Р. Говарда о Конане, задуманного и осуществлённого его соавтором Спрэгом де Кампом. Теоретик НФ-жанра. Его монография «Мнимые Миры» (Imaginary Worlds, 1973) признана настольной книгой поклонников НФ-жанра. Создатель избыточно богатых придуманных миров, наделённых невиданной флорой и фауной. В повести «Странные обычаи Туржана Сераада» описано ездовое насекомое «глагоцит» и др.
Картеровские романы пришли к русскому читателю во второй половине 1990-х годов благодаря подвижнической деятельности издателя В. Назарова и редактора Г. Белова.

## Семьянин
19 ноября 1962 года Картер повстречал будущую жену Ноэл по её месту работы в Prentice Hall, что располагался в Englewood Cliffs (Нью-Джерси). Работа в рекламном отделе была первым занятием девушки, недавно окончившей колледж. Разница в десять лет не остановила 31-летнего Картера. 17 августа 1963 года состоялась свадьба. Молодожёны объединили финансовые усилия для покупки дома в Холлисе (Hollis) на Лонг-Айленде в (Нью-Йорке). Во многих воспоминаниях американских писателей, редакторов и журналистов повествуется об особой атмосфере нью-йоркских апартаментов семейства Картеров, которые в быту пытались создать экзотическую романтику иномирия. Оба супруга коллекционировали древний папирус, рисовую японскую бумагу, восточные ширмы и миниатюрные статуэтки, вывезенные друзьями с археологических раскопок. В доме жили восемь собак. Картер был неисправимым курильщиком и кофеманом, что вызывало противодействие со стороны жены. По версии Ноэл брак разрушился из-за алкоголизма писателя. В XXI веке Ноэл Картер (1940) работала редактором в издательстве, выпускающем образовательную и учебную литературу. Она написала 5 книг, в каждой из которых присутствует элемент фантастики. После смерти писателя его вдова выпускала свои пьесы и повести, не получившие особого признания.

## Романист
Картер был плодовитым романистом. По большей части он создавал серии романов на одну тему или с единым персонажем. Один из немногих американских писателей-фантастов, который признавал, что на его творчество оказала влияние поэтика романа «Саламбо» (1863) Гюстава Флобера. Это подтверждается картеровским предисловием к книге Артура Мачена The Three Impostors (1972).
Самые плодотворные и творчески удачные годы Картера как романиста связаны с созданием эпоса о затопленной Лемурии, предшествовавшей Атлантиде. Шесть (1965—1970) лет Картер писал сагу о приключениях варвара-короля Тонгора (Thongor). В послесловиях к романам Лемурийского цикла часто упоминалась Елена Блаватская. Романтический пафос цикла романов о Тонгоре содержит неудовлетворённость и разочарование, вынесенные интеллектуалами после революционных волнений 1960-х годов. На протяжении всего цикла о Тонгоре автор доказывал, что в древней Лемурии люди пользовались антигравитационными лодками.

## Редактор
Издатели Бетти и Йан Баллантайн (Betty & Ian Ballantine) пригласили его на должность штатного редактора издательства Ballantine Books. Придумал для серии Ballantine Adult Fantasy Series новую торговую марку — белого единорога. Обновлённая Картером серия стала одним из самых успешных проектов издательства Ballantine Books. Для исполнения редакторских обязанностей им прочитано не менее 22 тысяч томов художественной и справочной литературы.

## Романы о Тонгоре
- «Волшебник из Лемурии» (The Wizard of Lemuria, 1965)
- «Тонгор из Лемурии» (Thongor of Lemuria, 1966)
- «Тонгор против богов» (Thongor Against the Gods, 1967)
- «Тонгор на краю времени» (Thongor at the End of Time, 1968)
- «Тонгор в городе фокусников» (Thongor in the City of Magicians, 1968)
- «Тонгор сражается с пиратами Таракуса» (Thongor Fights the Pirates of Tarakus, 1970)